# Grazielia
Grazielia là một chi thực vật có hoa trong họ Cúc (Asteraceae).

## Loài
Chi Grazielia gồm các loài: